# 青い空を抱きしめたい
「青い空を抱きしめたい」（あおいそらをだきしめたい）は、久川綾のセカンド・シングルである。1994年12月1日にバップより発売された。

## 解説
タイトル曲「青い空を抱きしめたい」はRKBラジオ『久川綾のパジャマナイト』のテーマソング。曲の最後に第2曲「Merry Christmas」がかぶるので、フルバージョン初収録は4作目アルバム『Hi-Ka-Ri』。後にトーク番組「いつみても波瀾万丈」のエンディングテーマに採用された。カップリング曲「Merry Christmas」は最初で最後の自作クリスマスソング。フルバージョン初収録は7作目アルバム『PORTRAIT』。
初回封入特典はオリジナルフォトステッカー。

## 収録曲
1. 青い空を抱きしめたい [4:01]
  - 作詞：久川綾、作曲・編曲：山本はるきち
  - RKBラジオ『久川綾のパジャマナイト』テーマソング
  - 日本テレビ系『いつみても波瀾万丈』エンディングテーマ
2. Merry Christmas [5:18]
  - 作詞：久川綾、作曲・編曲：山本はるきち
3. 青い空を抱きしめたい（オリジナル・カラオケ）
4. Merry Christmas（オリジナル・カラオケ）